# Риола-Сардо
Риола-Сардо (итал. Riola Sardo) — коммуна в Италии, располагается в регионе Сардиния, подчиняется административному центру Ористано.
Население составляет 2137 человек, плотность населения составляет 44,31 чел./км². Занимает площадь 48,23 км². Почтовый индекс — 9070. Телефонный код — 0783.
Покровительницей коммуны почитается святая Анна. Праздник ежегодно празднуется 26 июля.